# Stralsunder Straßennamen/O
Dies ist ein Verzeichnis der Straßennamen der Hansestadt Stralsund.
Das Verzeichnis nennt den Namen der Straße und (in Klammern) den Ortsteil. Dazu wird eine Erläuterung (Jahr der Benennung, Grund) zum Straßennamen gegeben. Wegen der großen Anzahl an Straßen wurde das Verzeichnis nach den Anfangsbuchstaben der Straßennamen aufgeteilt. Unter "Allgemeines" finden Sie die Einleitung und Erläuterungen zu den Straßennamen allgemein.
Beispiel: Den Amanda-Weber-Ring finden Sie unter A.
- Oberteichwiese (Tribseer / Tribseer Wiesen)

- Oberweg (Tribseer / Tribseer Siedlung)

- Olof-Palme-Platz (Altstadt / Bastionengürtel)

Benannt nach dem schwedischen Ministerpräsidenten Olof Palme. Dieser besuchte kurz vor seinem Tod Stralsund zusammen mit Erich Honecker. Bis zur Umbenennung war der Platz Bestandteil des Knieperdamms. Hier befindet sich auch das Stralsunder Theater.
- Ossenreyerstraße (Altstadt / Altstadt)

Benannt nach der Kaufmannsfamilie Ossenrey. Als Ossenreyerstraße wurde bis zur Reform der Straßennamen im Jahr 1869 nur der Abschnitt zwischen Badenstraße und Böttcherstraße bezeichnet. Die Familie Ossenrey wohnte im ersten Haus von der Badenstraße aus, daher wurde der Abschnitt nach ihr benannt.
Der heute zur Ossenreyer gehörige Abschnitt zwischen Altem Markt und Badenstraße hieß bis 1869 Hinterm Rathaus, da sich das Stralsunder Rathaus hier befindet. Der Abschnitt zwischen Böttcherstraße und Apollonienmarkt hieß Schlaweden. Dieser Name setzte sich aus dem Namen des Oberpfarrherren der Stralsunder Pfarrkirchen (St. Nikolai, St. Marien und St. Jakobi) Otto Slore und der Bezeichnung für dessen Wohnsitz (wedem = Wedeme (Pfarrhof)), der in diesem Bereich lag, zusammen. Die ursprüngliche Bezeichnung Sloreweden wurde im Laufe der Zeit aus Unkenntnis zu Schlaweden.
- Otto-Fock-Straße (Knieper / Kniepervorstadt)

Benannt nach dem auf der Insel Rügen geborenen Schriftsteller und Historiker Dr. Otto Fock (29. April 1819 – 24. Oktober 1872). Er befasste sich vorrangig mit der Geschichte Vorpommerns. Sein bedeutsamstes Werk war das unvollendet gebliebene Rügen'sch-Pommersche Geschichten aus sieben Jahrhunderten.
- Otto-Voge-Straße (Franken / Frankenvorstadt)

Benannt nach Otto Voge; er war von 1442 bis zu seinem Tod im Jahr 1475 Bürgermeister Stralsunds.